# درک گریفیتس
درک گریفیتس (انگلیسی: Derek Griffiths؛ زادهٔ ۱۵ ژوئیهٔ ۱۹۴۶) بازیگر اهل بریتانیا است.
از فیلم‌ها یا مجموعه‌های تلویزیونی که وی در آن‌ها نقش داشته‌است، می‌توان به موجودات درنده، تپه خرگوش‌ها، آدمکشان میدسامر، اسمال اکس، خیابان کورونیشن، شاهد خاموش، پزشک‌ها، شهر هالبی، حادثه، دادگاه جزا و هیلدا اشاره نمود.